# Krauchthal
Krauchthal es una comuna suiza situada en el distrito administrativo del Emmental, en el cantón de Berna. Tiene una población estimada, a fines de 2022, de 2369 habitantes.